# Emilio Biel

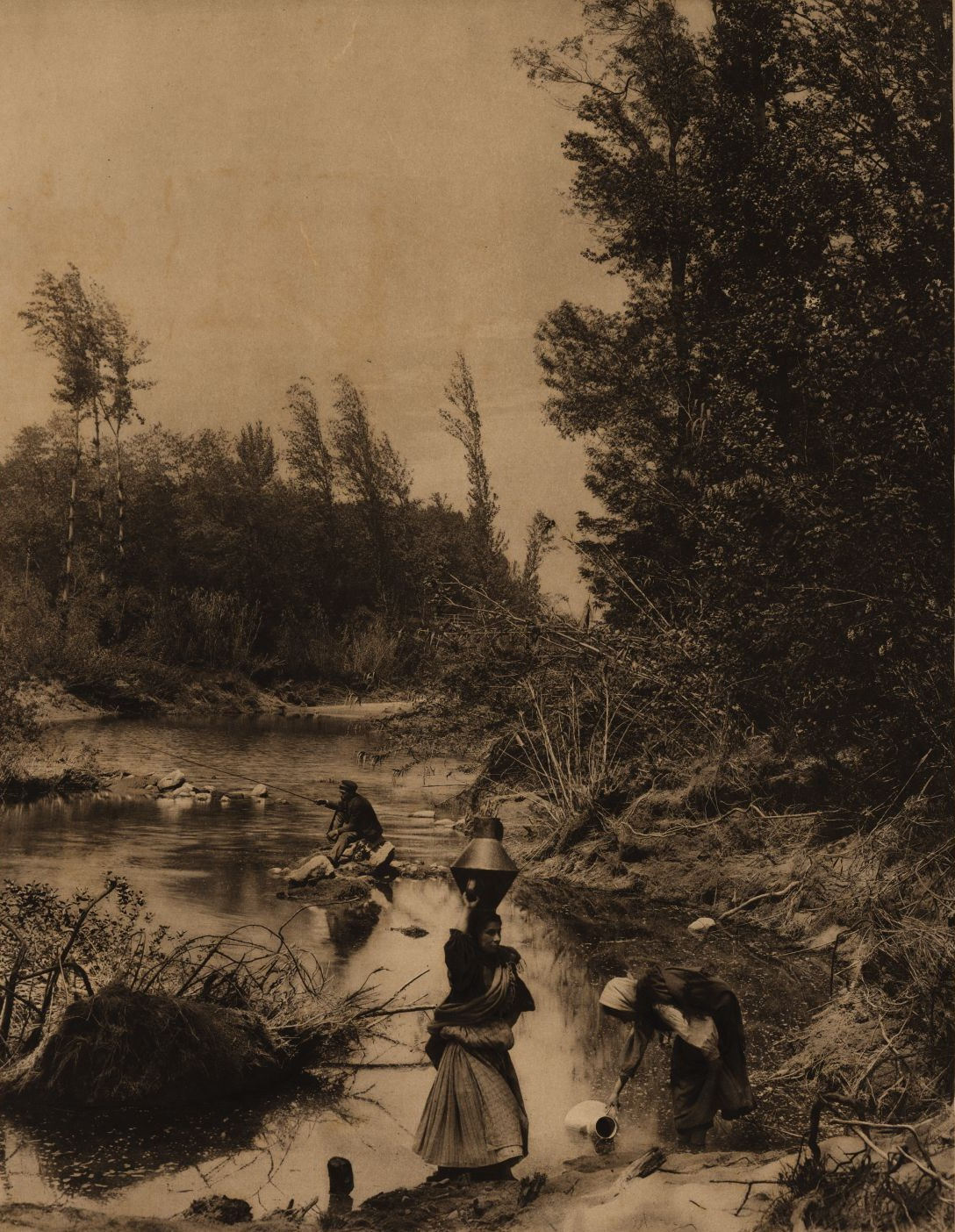
Paisaje en la chopera, Coímbra (1903)

Karl Emil Biel, más conocido como Emílio Biel (Annaberg, Sajonia, 18 de septiembre de 1838  – Oporto, 14 de septiembre de 1915), fue un negociante, editor y fotógrafo alemán, considerado uno de los pioneros de la fotografía y de la fototipia en Portugal.

## Biografía
Tras una corta estancia en Lisboa se estableció en Oporto en 1860, con 22 años, donde se dedicó al comercio, a la industria, a la fotografía y a la edición, siendo considerado uno de los introductores en Portugal de la fototipia, un proceso de impresión foto-mecánico que permite imprimir muchas pruebas a partir de la misma matriz y con la apariencia de fotografías reales. Poseía la representación en Portugal de firmas como Coats & Clark, Benz, Schuckert & Co. (empresa de maquinaria eléctrica de Núremberg), entre otras.
Entre 1862 y 1864 tuvo una fábrica de botones en la Calle de la Alegría. En 1874 compró la Casa Fritz (más tarde conocida por Casa Biel) en la Calle de Almada, casa comercial dedicada a la fotografía, iniciando, así, su carrera en el mundo de la fotografía. Más tarde, a "Y. Biel & Cia" pasó para el Palacio del Conde del Bolhão, en la n.º 342 de la Calle Hermosa.
Como editor, publicó en 1880, en el tercer centenario de la muerte de Camões, una edición lujosa de Los lusiadas impresa en Leipzig, en Alemania, considerada una raeza en la actualidad. Publicó también importantes obras profusamente ilustradas con fotografías, como  Duero: principales quintas, navegación, culturas, paisajes y costumbres (Oporto: Emilio Biel & Cª, 1911), de Manuel Monteiro.
Tuvo una larga colaboración con el historiador y crítico de arte Joaquim de Vasconcelos, con quien editó, en Oporto, y en sociedad con los fotógrafos José Augusto da Cunha Moraes y Fernando Brütt, una obra de ocho volúmenes, publicada en fascículos, titulada El Arte y la Naturaleza en Portugal (Oporto, Emílio Biel & Cª Editores, 1902-1908), que contó con la colaboración de un numeroso grupo de escritores y eruditos. Entre ellos se encontraban Joaquim Vasconcelos, Carolina Michaëlis de Vasconcelos, Manuel Monteiro, Augusto Fuschini, Visconde de Vilarinho de São Romão (3º), Júlio de Castilho, Ramalho Ortigão, Luís de Magalhães, Brito Rebelo, Gabriel Pereira, Luís Figueiredo da Guerra, etc.  
Además del trabajo de estudio en la Casa Biel, Emilio se dedicó también a la fotografía paisajística y de grandes obras de ingeniería. En 1885 inició el acompañamiento documental y fotográfico de la construcción del ferrocarril en Portugal así como del Puerto de Leixões en Matosinhos entre 1884 y 1892. 
En la época del rey D. Fernando de Saxe-Coburgo-Gota, también de nacionalidad alemana, fue fotógrafo de la Casa Real.
Fue colaborador fotográfico en la revista Illustração Portugueza (1884-1890), en el semanario Branco e Negro  (1896-1898) y en la revista  Tiro e Sport  (1904-1913).
Al poseer una personalidad multifacética y un enamorado de todas las innovaciones tecnológicas que se presentaban en la época, fueron varias las actividades en que destacó: instaló la luz eléctrica en Vila Real, fue administrador de la Empresa de las Aguas del Gerês, condujo el primer tranvía que hizo la carrera de la Plaza de la Batalla, en el Puerto, a las  Devesas (inaugurada a 28 de octubre de 1905), introdujo la primera instalación de luz eléctrica en el Puerto y el primer teléfono. Siguiendo este interés por la innovación tecnológica, Biel también se dedicó a la horticultura, a la floricultura, así como al coleccionismo de mariposas, su colección se encuentra hoy en el Museo de Zoología de la Universidad de Oporto y está considerada como una de las mayores del mundo.
Con la entrada de Portugal en la Primera Guerra Mundial, en 1916, la colonia alemana fue obligada a abandonar el país en cinco días y sus bienes fueron confiscados. La casa Y. Biel & C.ª fue también confiscada y sus bienes posteriormente vendidos en subasta pública. Como Emílio Biel falleció el 14 de septiembre de 1915,  se ahorró personalmente este desastre, que vendría sin embargo a originar la pérdida irremediable de gran parte de su trabajo fotográfico (miles de placas de vidrio, fototipias y documentos en papel) y la dispersión del restante por diversos coleccionistas y archivos.
Una parte del material expoliado de la empresa Emílio Biel & Cª se encuentra en la posesión del Archivo Histórico Municipal de Oporto, la colección es rica en imágenes de alta calidad técnica, estética y documental. 